# Boiga dightoni
Boiga dightoni este o specie de șerpi din genul Boiga, familia Colubridae, descrisă de Boulenger 1894. Conform Catalogue of Life specia Boiga dightoni nu are subspecii cunoscute.